# Alex Antonitsch
Alexander „Alex“ Antonitsch (* 8. Februar 1966 in Villach) ist ein ehemaliger österreichischer Tennisspieler.

## Leben

### Aktive Karriere
Bereits im Alter von 16 Jahren entschloss sich Antonitsch, eine Profikarriere im Tennis einzuschlagen. Zu Beginn seiner Karriere wurde er von Stan Franker betreut. Ab 1986 wurde Ronald Schranz sein Trainer und ab 1992 wurde er von Günter Bresnik trainiert. Neben den etwa gleichaltrigen Thomas Muster, Horst Skoff und Gilbert Schaller war er Ende der 1980er und Anfang der 1990er Jahre einer von vier erfolgreichen österreichischen Teilnehmern der ATP-Tour. Hier erreichte er einen Turniersieg im Einzel (Seoul 1990) sowie vier Siege im Doppel (Köln 1986, Wien 1988, Seoul 1991, Newport 1994). Als bis dahin erster Österreicher erreichte er 1990 das Achtelfinale in Wimbledon, in dem er nach Gewinn des ersten Satzes gegen Ivan Lendl ausschied. Für das österreichische Davis-Cup-Team trat er zwischen 1983 und 1996 27 Mal an, als größten Erfolg erreichte die Mannschaft 1990 das Halbfinale, wo man in Wien gegen den späteren Daviscup-Sieger USA ausschied. Außerdem war er im Einzel und Doppel Teilnehmer der Olympischen Sommerspiele 1988 in Seoul.
Ab Anfang der 1990er Jahre musste Antonitsch mehrfach durch Verletzungen bedingte Pausen einlegen. Er beendete seine aktive Karriere schließlich im Oktober 1996.

### Nach der aktiven Karriere
Seit Ende seiner aktiven Zeit setzt sich Antonitsch für die Nachwuchsförderung ein, unter anderem begründete er in Wien die Schulsportaktion „Tennis4Kids“. In Annenheim, in der Gemeinde Treffen am Ossiacher See betreibt er das „Tenniscenter Antonitsch“. Zudem betätigte er sich bis 2013 als Co-Kommentator im österreichischen Fernsehen (ORF) und tritt gelegentlich in Schaukämpfen an. 2008 veröffentlichte er als Autor zusammen mit Markus Eggetsberger das Buch Das Mentaltraining der Sieger und wie Sie es in Ihrem Leben erfolgreich einsetzen. Im Mai 2010 hat Antonitsch gemeinsam mit dem deutschen Ex-Weltklasse-Spieler Carl-Uwe Steeb die Website www.tennisnet.com ins Leben gerufen.
Seit 2011 ist Antonitsch Turnierdirektor der Generali Open in Kitzbühel.
Seit den US Open 2013 ist Antonitsch für Eurosport als Kommentator bei den Grand-Slam-Turnieren tätig. Seit den Australian Open 2019 ist Antonitsch auch als Kommentator bei Servus TV tätig.
Antonitsch ist mit der ehemaligen Tennisprofispielerin Karin Oberleitner (* 1968) verheiratet und hat zwei Kinder. Er lebt mit seiner Familie in Gaaden bei Wien. Während deren Tochter Mira (* 1998) in die Fußstapfen ihrer Eltern getreten war und ebenfalls bereits eine der erfolgreichsten Tennisspielerinnen in ihrer Altersklasse ist, spielt Sohn Sam (* 1996) Eishockey und steht seit 2022 bei den Graz 99ers unter Vertrag.
Antonitsch war 2005 Gründungsmitglied des Eishockeyclubs Vienna Tigers und sitzt im Vorstand. Zudem ist er Gründer und zuständig für die Felder Public & Government Relations der Okanagan-Hockey-Akademie in St. Pölten, der europäischen Hauptniederlassung der kanadischen Okanagan School.

## Erfolge
| Legende (Anzahl der Siege)                       |
| Grand Slam                                       |
| Tennis Masters Cup ATP World Tour Finals         |
| ATP Masters Series ATP World Tour Masters 1000   |
| ATP International Series Gold ATP World Tour 500 |
| ATP International Series Grand Prix (5)          |
| ATP Challenger Tour (4)                          |

| ATP-Titel nach Belag |
| Hartplatz (3)        |
| Sand (0)             |
| Rasen (1)            |
| Teppich (1)          |

### Einzel

#### Turniersiege

##### ATP Tour
| Nr. | Datum          | Turnier | Belag     | Finalgegner | Ergebnis  |
| --- | -------------- | ------- | --------- | ----------- | --------- |
| 1.  | 22. April 1990 | Seoul   | Hartplatz | Pat Cash    | 7:62, 6:3 |

##### Challenger Tour
| Nr. | Datum           | Turnier  | Belag     | Finalgegner      | Ergebnis |
| --- | --------------- | -------- | --------- | ---------------- | -------- |
| 1.  | 8. August 1993  | Istanbul | Hartplatz | Olivier Delaître | 6:4, 6:1 |
| 2.  | 15. August 1993 | Segovia  | Hartplatz | Jordi Burillo    | 6:3, 6:3 |

#### Finalteilnahmen
| Nr. | Datum          | Turnier  | Belag     | Finalgegner   | Ergebnis |
| --- | -------------- | -------- | --------- | ------------- | -------- |
| 1.  | 29. April 1990 | Hongkong | Hartplatz | Pat Cash      | 3:6, 4:6 |
| 2.  | 12. Juli 1992  | Newport  | Rasen     | Bryan Shelton | 4:6, 4:6 |

### Doppel

#### Turniersiege

##### ATP Tour
| Nr. | Datum            | Turnier | Belag         | Partner          | Finalgegner                   | Ergebnis      |
| --- | ---------------- | ------- | ------------- | ---------------- | ----------------------------- | ------------- |
| 1.  | 3. November 1985 | Köln    | Hartplatz (i) | Michiel Schapers | Jan Gunnarsson Peter Lundgren | 6:4, 6:7, 6:3 |
| 2.  | 23. Oktober 1988 | Wien    | Teppich (i)   | Balázs Taróczy   | Kevin Curren Tomáš Šmíd       | 4:6, 6:3, 7:6 |
| 3.  | 21. April 1991   | Seoul   | Hartplatz     | Gilad Bloom      | Kent Kinnear Sven Salumaa     | 7:6, 6:1      |
| 4.  | 14. Juli 1994    | Newport | Rasen         | Greg Rusedski    | Kent Kinnear David Wheaton    | 6:4, 3:6, 6:4 |

##### Challenger Tour
| Nr. | Datum            | Turnier    | Belag     | Partner         | Finalgegner                     | Ergebnis |
| --- | ---------------- | ---------- | --------- | --------------- | ------------------------------- | -------- |
| 1.  | 1. Dezember 1991 | Bossonnens | Hartplatz | Menno Oosting   | Michiel Schapers Daniel Vacek   | 6:3, 6:2 |
| 2.  | 7. August 1994   | Istanbul   | Hartplatz | Alexander Mronz | Olli Rahnasto Bent-Ove Pedersen | 6:3, 6:4 |

#### Finalteilnahmen
| Nr. | Datum            | Turnier  | Belag       | Partner          | Finalgegner                     | Ergebnis |
| --- | ---------------- | -------- | ----------- | ---------------- | ------------------------------- | -------- |
| 1.  | 17. Jänner 1993  | Auckland | Hartplatz   | Alexander Wolkow | Grant Connell Patrick Galbraith | 3:6, 6:7 |
| 2.  | 23. Oktober 1994 | Wien     | Teppich (i) | Greg Rusedski    | Mike Bauer David Rikl           | 6:7, 4:6 |